# Kathedrale des Heiligen Jakob (Šibenik)

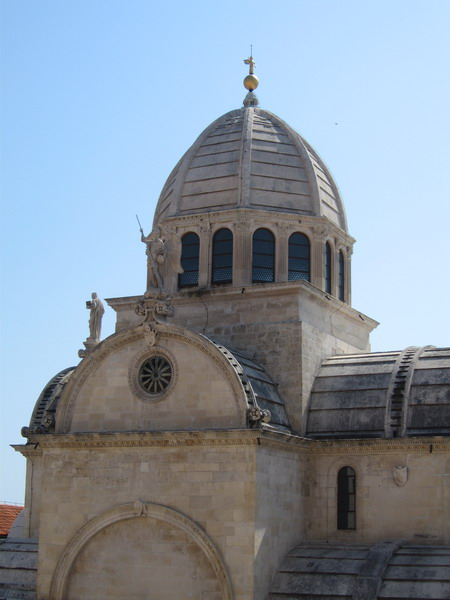
Kuppel der Kathedrale und Skulpturen

Die Kathedrale des Heiligen Jakob (kroatisch: Katedrala svetog Jakova) ist das bedeutendste Bauwerk von Šibenik in der kroatischen Gespanschaft Šibenik-Knin in Dalmatien. Die Kathedrale, die den Übergangsstil von der Spätgotik zur Renaissance repräsentiert, gehört zur Liste des Weltkulturerbes der UNESCO. Sie wurde im venezianisch-gotischen Stil begonnen und im Stil der toskanischen Renaissance fertiggestellt.

## Baugeschichte
Beim Bau der Kathedrale lassen sich drei Bauphasen unterschieden. 
- Erste Bauphase (1431–1440) unter verschiedenen Baumeistern nach einem Plan von Bonino da Milano.

Das erste Projekt der Kathedrale stammt von Bonino da Milano († 1429), dem „primus magister Ecclesia Sancti Jacobi“ (1428–1429). Der venezianische Baumeister legte den Grundplan einer dreischiffigen Basilika mit Apsiden und Vierungskuppel zugrunde. Erste Vorarbeiten erfolgten unter Francesco di Giacomo aus Venedig (bis 1431).
Die Bauarbeiten wurden im Jahr 1431 unter den Baumeistern Pier Paolo Busato und Lorenzo Pincino sowie den Steinmetzmeistern Andrija Budčić und Grubiša Statčić begonnen, als Baumaterial wurde Kalkstein und Marmor von der Insel Brač verwendet.
Unter ihrer Bauhoheit wurden die Seitenschiffe bis zur Scheitelhöhe mit den Apsiden errichtet. Diese enthalten außen am Ringgesims in einem Porträtfries über 70 Köpfe, die sog. „Bürgerköpfe“. Um 1440 wurden die Bauarbeiten eingestellt.
- Zweite Bauphase (1441–1473) unter dem Baumeister und Bildhauer Giorgio da Sebenico (kroat.: Juraj Matejev Dalmatinac).

In der ersten Etappe (1441–1455) baute dieser das westliche Hauptportal (mit der Christus-Skulptur und den Statuen der zwölf Apostel) und das Nordportal (das sogenannte Löwentor) sowie die erste Kapelle. Am Nordportal sind Adam und Eva, auf Säulen über den beiden Löwen stehend (ähnlich dem Radovan-Portal der Kathedrale von Trogir) zu sehen, zusammen mit den Statuen des hl. Jakobus und des hl. Petrus. 
Das Baptisterium (Taufkapelle) hat Dalmatinac von 1443 bis 1444 im rechten Seitenschiff neben der südlichen Apsis in Form eines vierblättrigen Kleeblatts (Vierpass) geschaffen. 
Durch die vier Apsiden und das zentral aufgestellte Taufbecken werden die harmonischen Proportionen der Kapelle betont.
Im oberen Teil ist das gotische Maßwerk mit filigranen, spitzenartigen Elementen versehen. Das gesamte Gewölbe ist mit Skulpturen verziert. Die Gewölberippen sind umgeben von Engeln und enden im Schlussstein, der Gott Vater und die Taube als Symbol des Heiligen Geistes darstellt. Dies sind die ersten Renaissance-Skulpturen in Kroatien. 
Die flachen Nischen sind mit gewölbten, gerippten Jakobsmuscheln versehen. Über den Säulen stehen zwei (von ehemals vier) Statuen: König David und der Prophet Simeon. 
Das Taufbecken aus rötlichem Brekzie-Gestein von der Insel Rab wird von drei Engeln getragen.
Am nordöstlichen Ende der Kathedrale befinden sich zwei Renaissance-Putten von Juraj Dalmatinac mit der Inschrift zur Weihe der Kathedrale St. Jakobus (1443) und unter ihren Füßen als Spruchband der einzige erhaltene Hinweis auf den Meister: „Hoc opus cuvarum fecit magister Georgius Matthei Dalmaticus“ (Dieses Werk wurde vom Meister Georgius Matthei Dalmaticus geschaffen).
Dalmatinac nahm auch eine Anpassung und Modernisierung des ursprünglichen Bonino-Plans vor, aber ab 1455 herrschte Baustillstand. 
In der zweiten Etappe (1461–1473) entstanden im Innenraum dekorative Schmuckelemente der Frührenaissance aus dem Umkreis von Francesco Squarcione und der Werkstatt von Donatello in Padua, sowie Motive toskanischen Ursprungs unter dem Einfluss des Florentiner Meisters Michelozzo di Bartolomeo in der Hauptapsis.
- Dritte Bauphase (1475–1536) unter dem Baumeister Niccolò di Giovanni Fiorentino und ab 1520 unter Bartolomeo del Mestre und Giacomo del Mestre.

Von 1475 bis 1505 wurde der Bau vom toskanischen Meister Niccolò di Giovanni Fiorentino (kroat.: Nikola Firentinac), ein Schüler von Donatello, im toskanischen Renaissance-Stil weitergeführt. Er ließ die Seitenschiffe fertigstellen, vervollständigte die umfangreichen Galerien, baute das Gewölbe im Mittelschiff, ein Tonnengewölbe aus freitragenden Steinplatten, und schuf die äußeren Skulpturen des hl. Michael, hl. Jakob und des hl. Markus. Über dem Querschiff ließ er die Kuppel errichten und führte den Abschluss der Kirche nach Westen hin aus. 
Ab 1520 waren Bartolomeo del Mestre und dessen Sohn Giacomo del Mestre aus Mestre die Baumeister an der Kathedrale, die sie schließlich vollendeten. Unterstützt wurden sie vom dalmatinischen Steinmetz Ivan Mastičević, der die Rosette an der Westfassade fertigte.
Die für die venezianische Baukunst der Zeit typische Kirchenfassade, wie sie vor allem von Mauro Codussi entwickelt worden ist, verweist mit der Form eines Dreiblattes am Giebel auf die hl. Dreifaltigkeit. Eine ähnliche Gestaltung findet sich an der Kathedrale Sv. Stjepan in Hvar, die aus der gleichen Zeit stammt. 
Die Kathedrale des hl. Jakobs ist gekennzeichnet durch die einzigartige Verschmelzung von gotischen Bauformen mit Renaissance-Elementen, die nur durch das Zusammenwirken von Einflüssen aus den drei Regionen Norditalien (Padua und Venedig), Toskana und Dalmatien möglich war. Sie stellt damit ein einzigartiges Zeugnis für den Übergang der Gotik zur Renaissance auf dem Gebiet der Kirchenarchitektur dar.
Vollendet wurde die Kathedrale im Jahr 1535. Die Weihe fand 1555 statt, eine umfassende Sanierung erfolgte von 1843 bis 1860. 
Im Jahr 1895 wurde die Kirche durch Papst Leo XIII. zur Basilica minor ernannt. 
Vor dem Hauptportal der Kirche befindet sich das Dalmatinac-Denkmal von Ivan Meštrović. 
Die Bronzetüren wurden 1967 vom Šibeniker Bildhauer Grga Antunac geschaffen. 
Die Kuppel wurde 1991 während des Kroatienkriegs zerstört und ist inzwischen restauriert worden.
Für die Serie Game of Thrones wurde die Kathedrale als Kulisse genutzt.

## Orgel
Die Orgel der Kathedrale wurde 1968 durch den slowenischen Orgelbauer Franc Jenko (Ljubljana) erbaut und besitzt folgende Disposition:
| I Hauptwerk C–g3 |              |    |
|                  | Principal    | 8′ |
|                  | Bordun       | 8′ |
|                  | Diapazon     | 8′ |
|                  | Octava       | 4′ |
|                  | Super ovtav  | 2′ |
|                  | Sesquialtera |    |
|                  | Mixtura IV   |    |
|                  | Flauta dolce | 8′ |
|                  | Fugara       | 8′ |
|                  | Flauta       | 4′ |
|                  | Tromba       | 8′ |

| II Schwellwerk C–g3 |                     |       |
|                     | Violinski principal | 8′    |
|                     | Quinta              | 2 ⁄3′ |
|                     | Cimbal III          |       |
|                     | Harm. flauta        | 8′    |
|                     | Aeolina             | 8′    |
|                     | Celeste             | 8′    |
|                     | Silvana             | 4′    |
|                     | Piccolo             | 2′    |
|                     | Oboa                | 8′    |

| Pedal C–f1 |             |     |
|            | Contrabassi | 16′ |
|            | Subbass     | 16′ |
|            | Pianobass   | 16′ |
|            | Octavbass   | 8′  |
|            | Burdunal    | 8′  |
|            | Koral       | 4′  |
|            | Pozauna     | 16′ |

- Koppeln: II/I, I/P, II/P, Super I, Super II, Super II/I, Super I/P, Sub II/I
- Spielhilfen: Kollektivzüge: PP, P, MF, F, TT; zwei freie Kombinationen, Crescendo-Walze, autom. Pianopedal; elektrische Trakturen

## Bilder

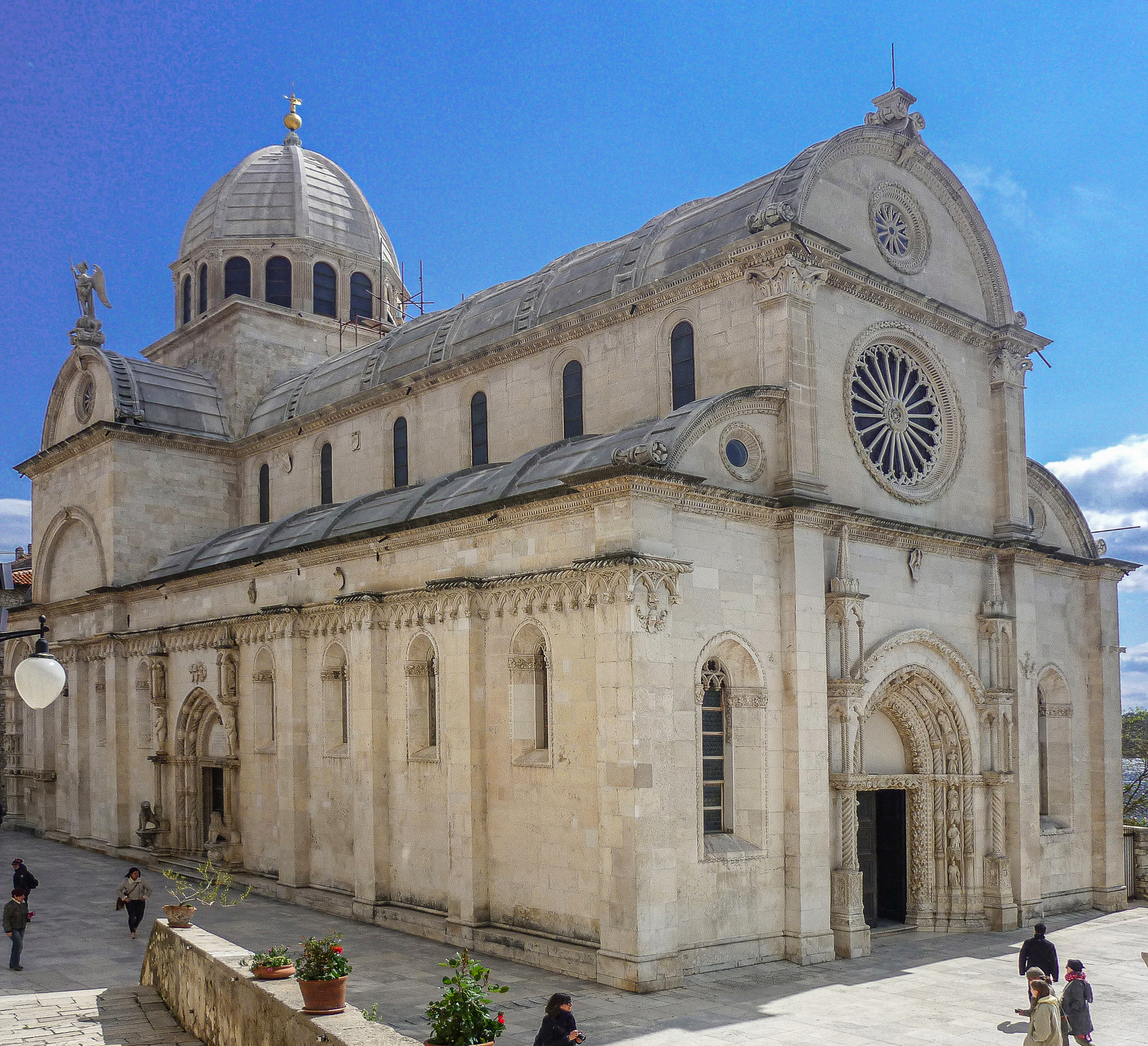
Kathedrale des hl. Jakobus (Sv. Jakov)
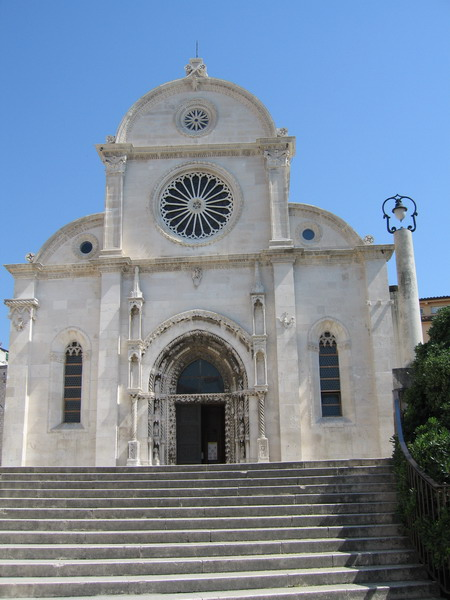
Westfassade der Kathedrale mit Rosette und Hauptportal
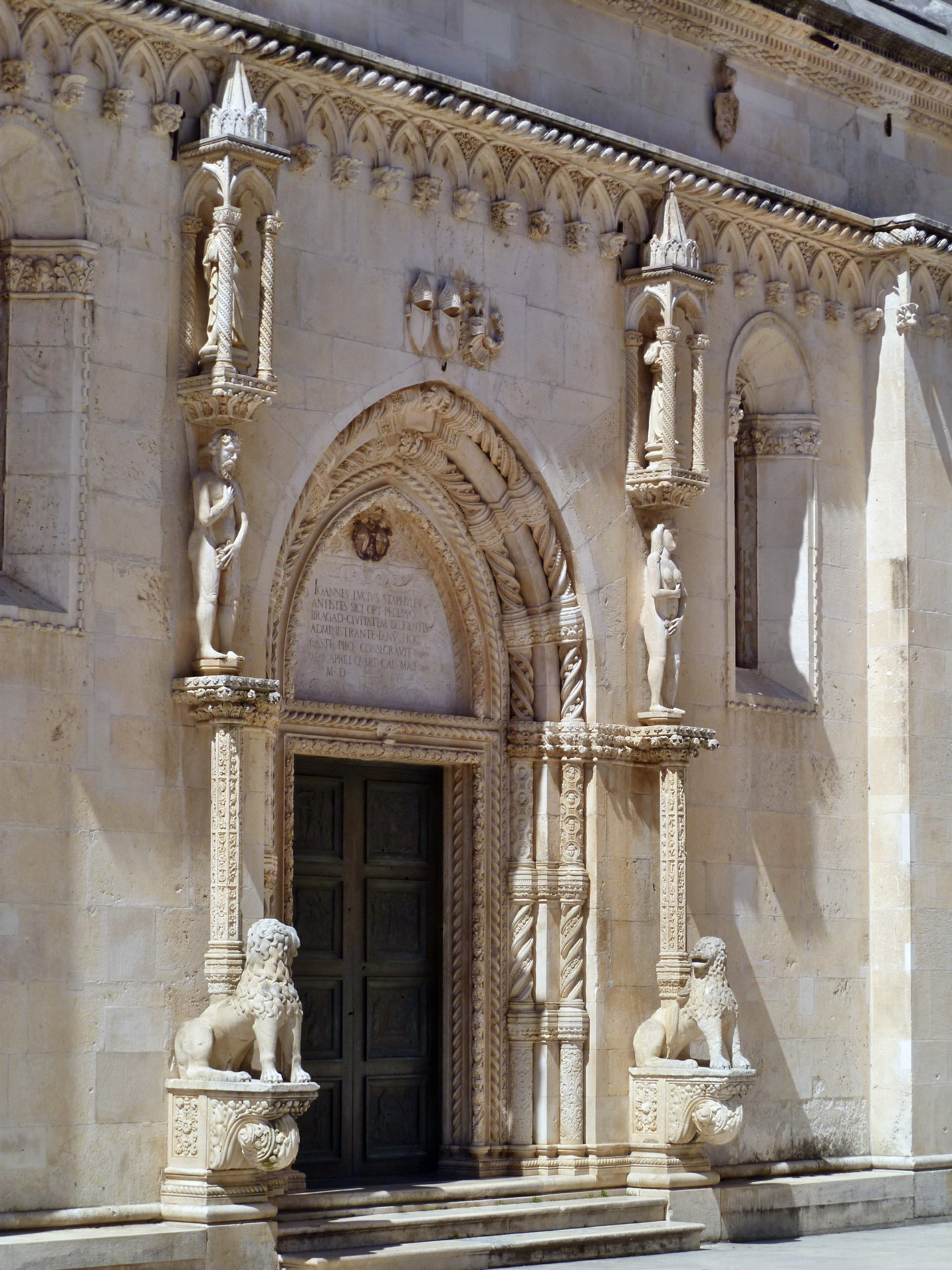
Nordportal der Kathedrale
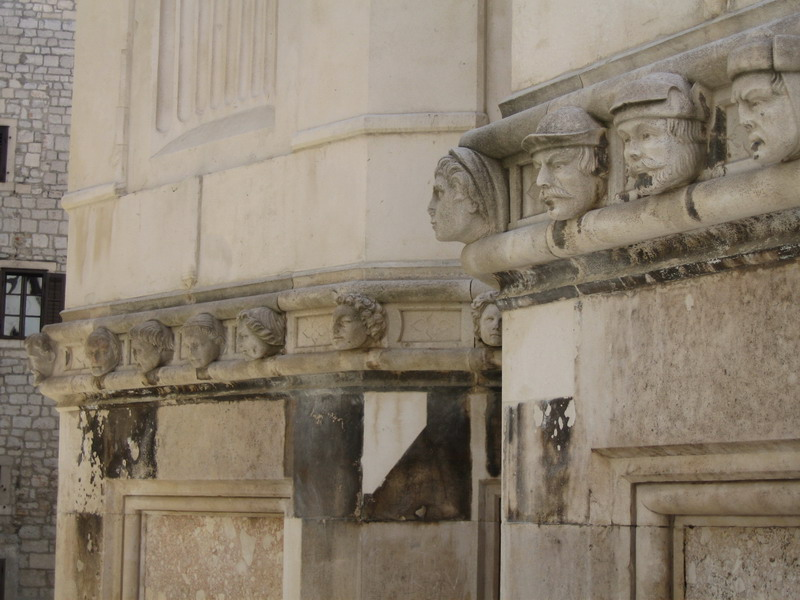
Fries mit Köpfen an der Außenseite der Kathedrale
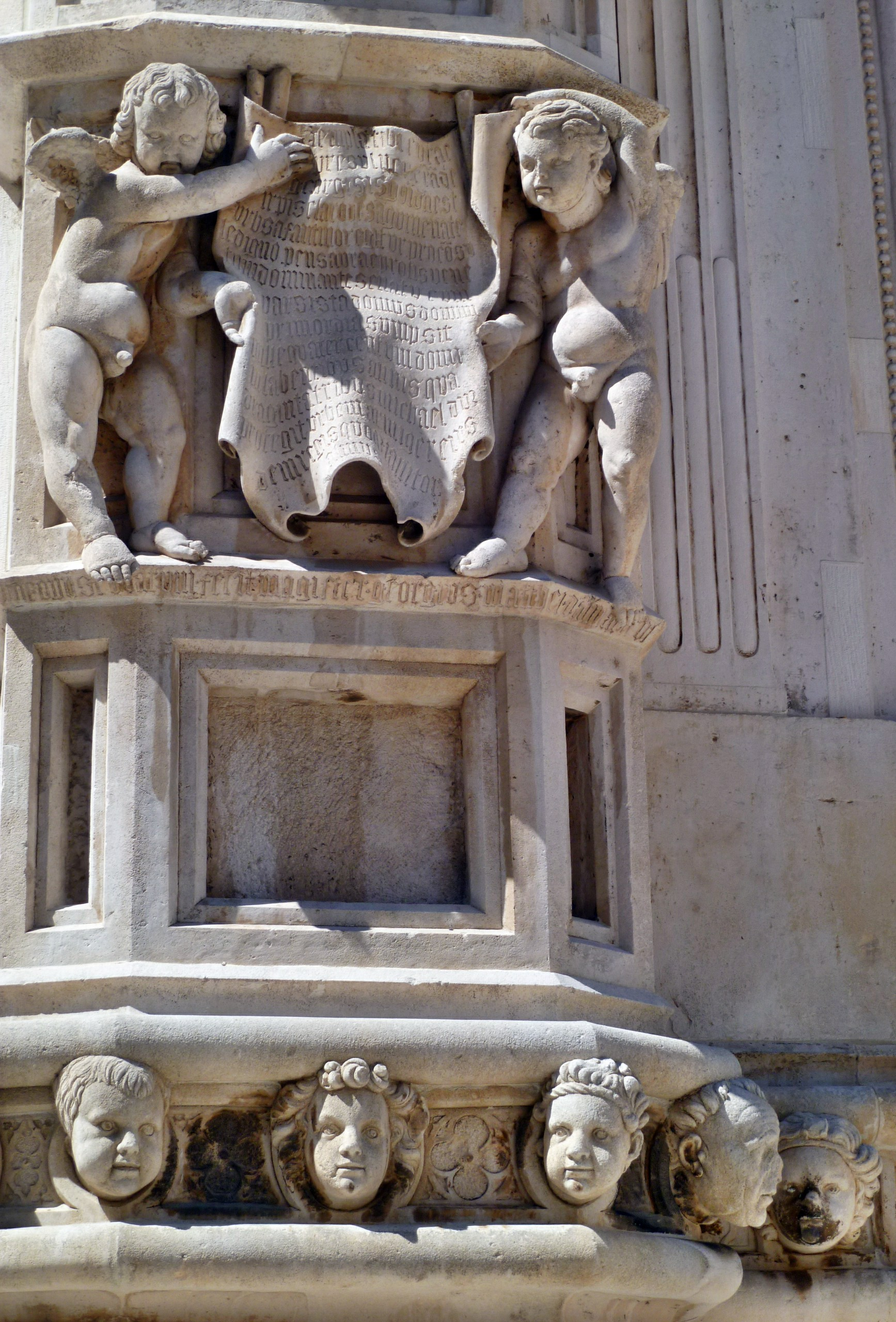
Zwei Putten mit Weihe-Inschrift und Spruchband des Meisters Dalmatinac
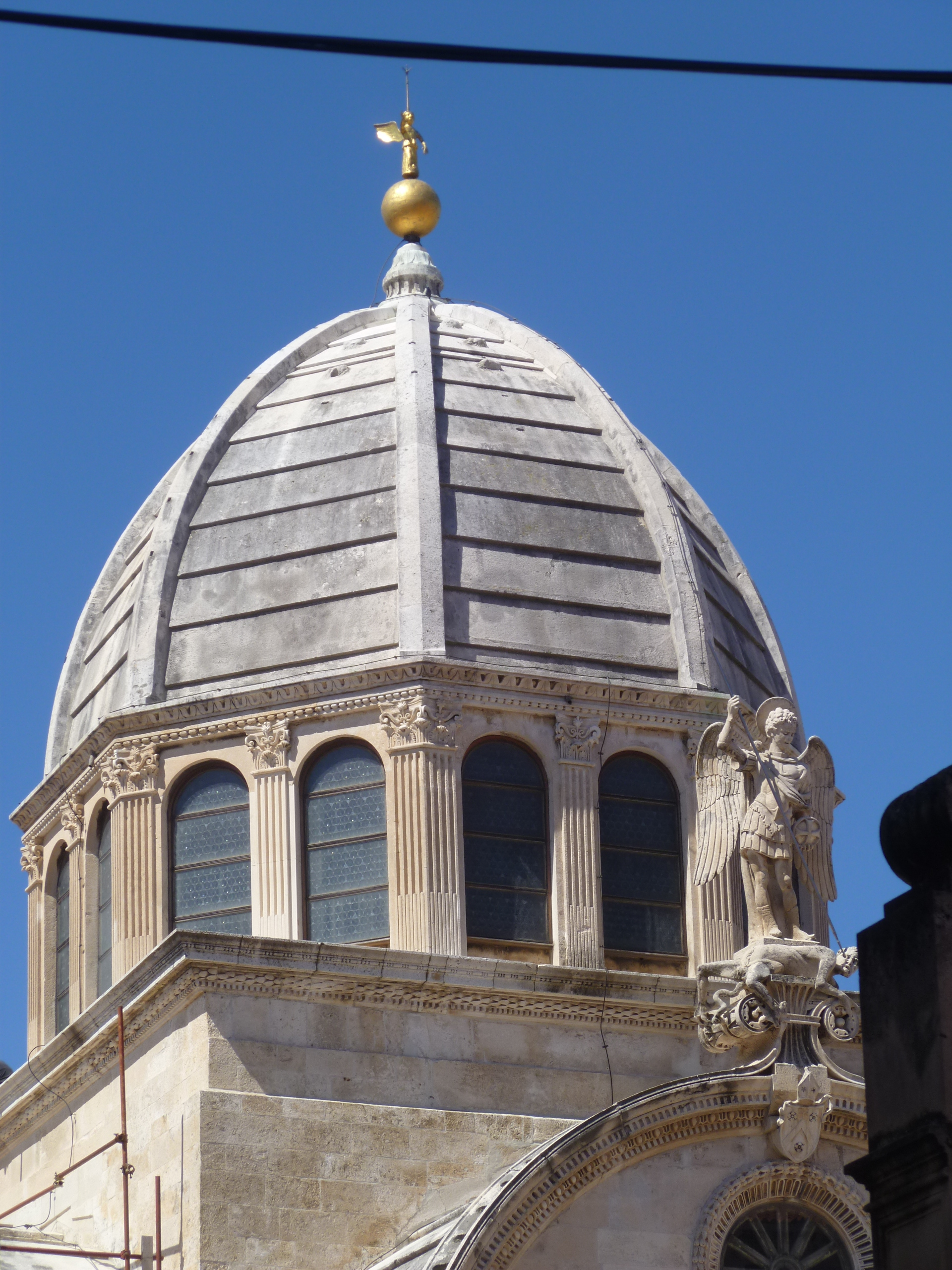
Kuppel der Kathedrale
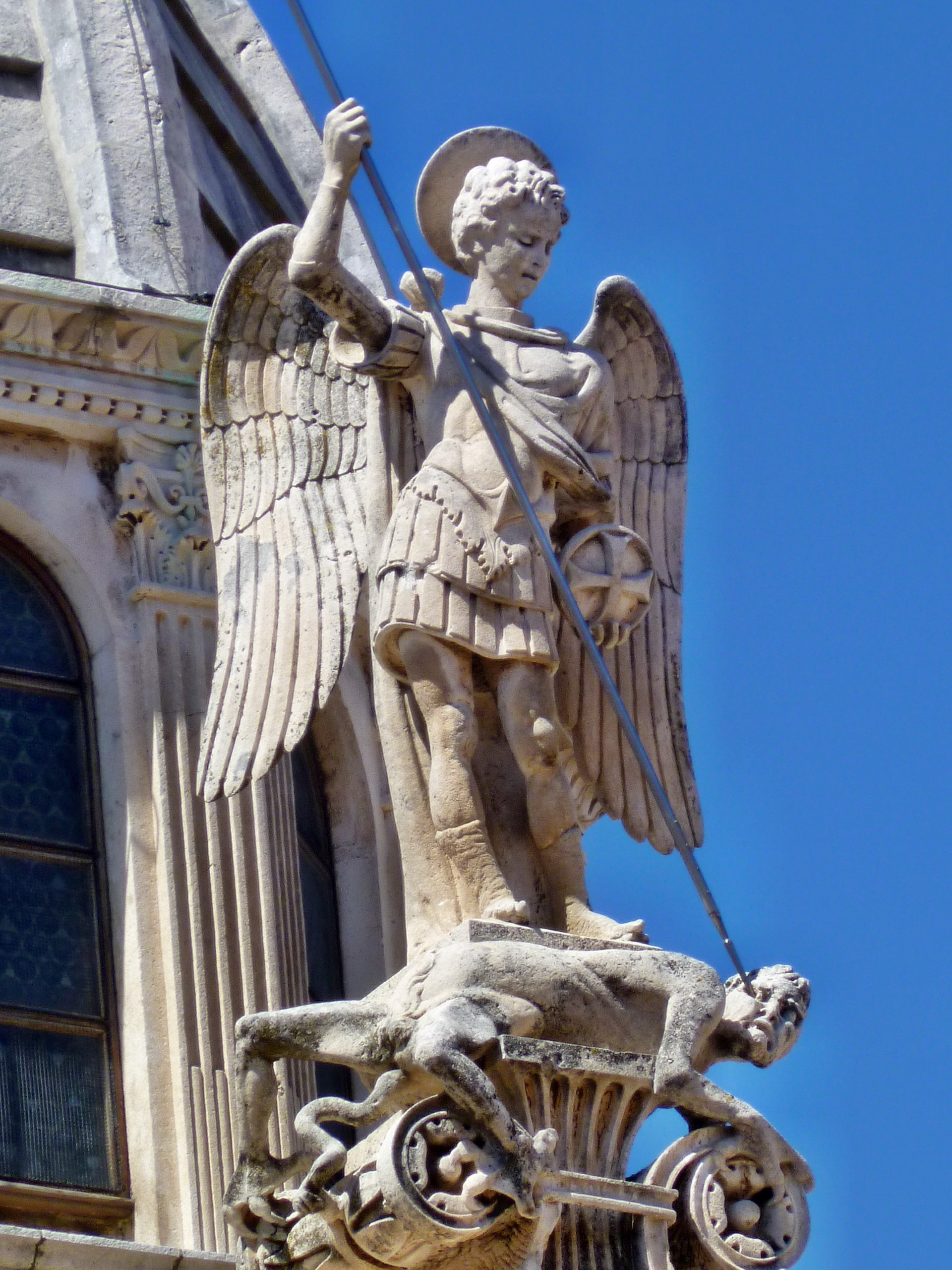
Skulptur des Erzengels Michael
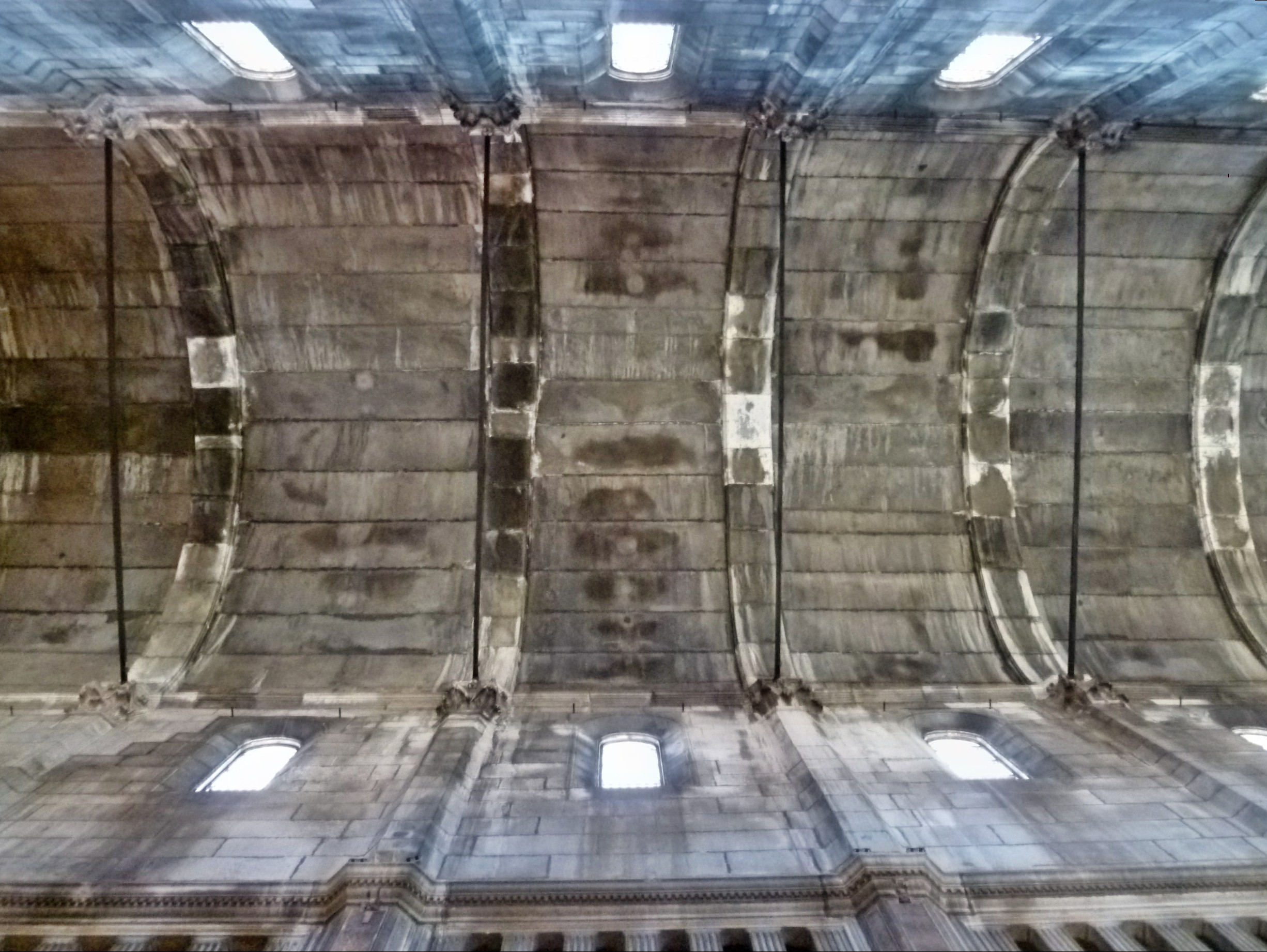
Gewölbe der Dachkonstruktion
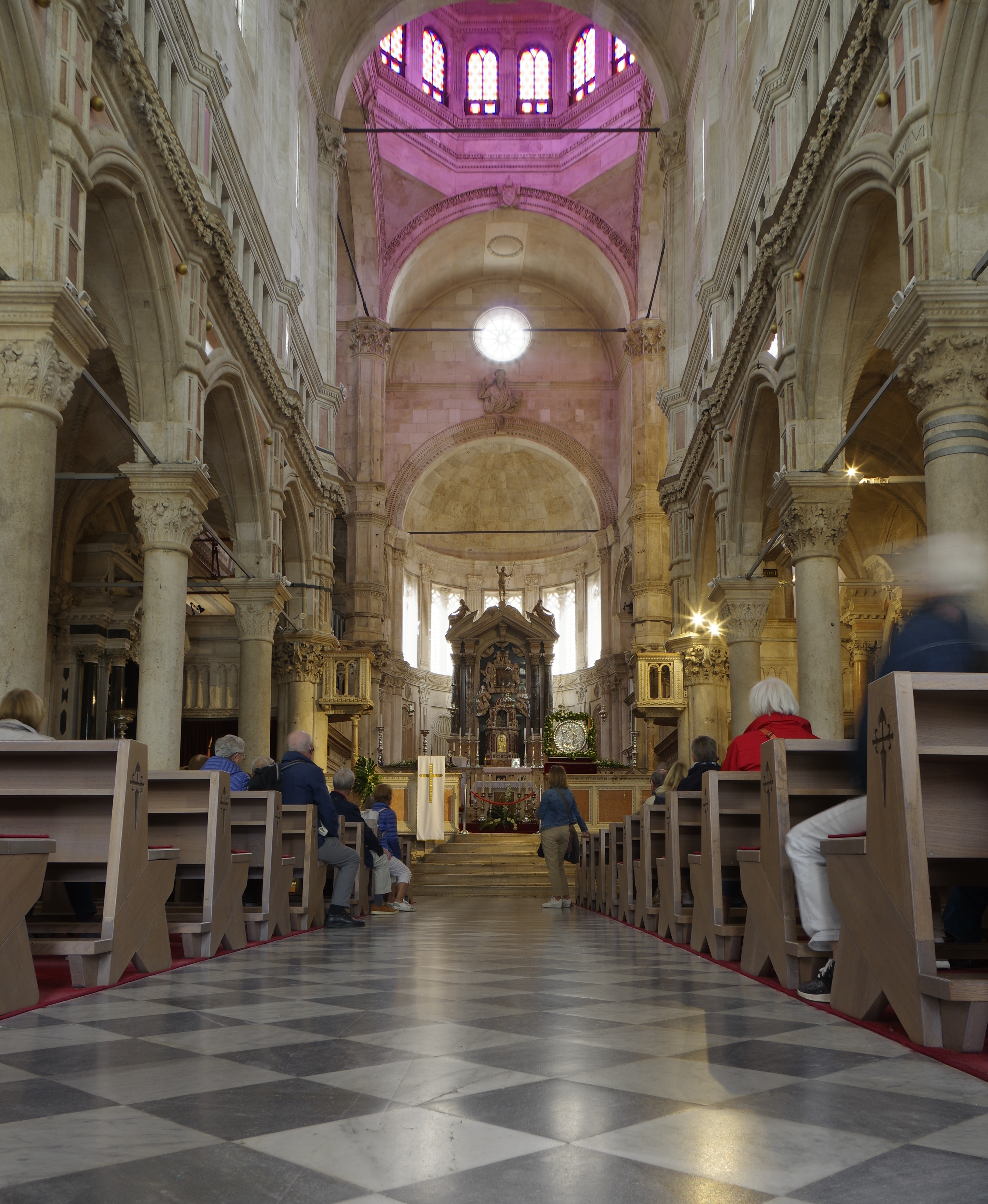
Mittelschiff
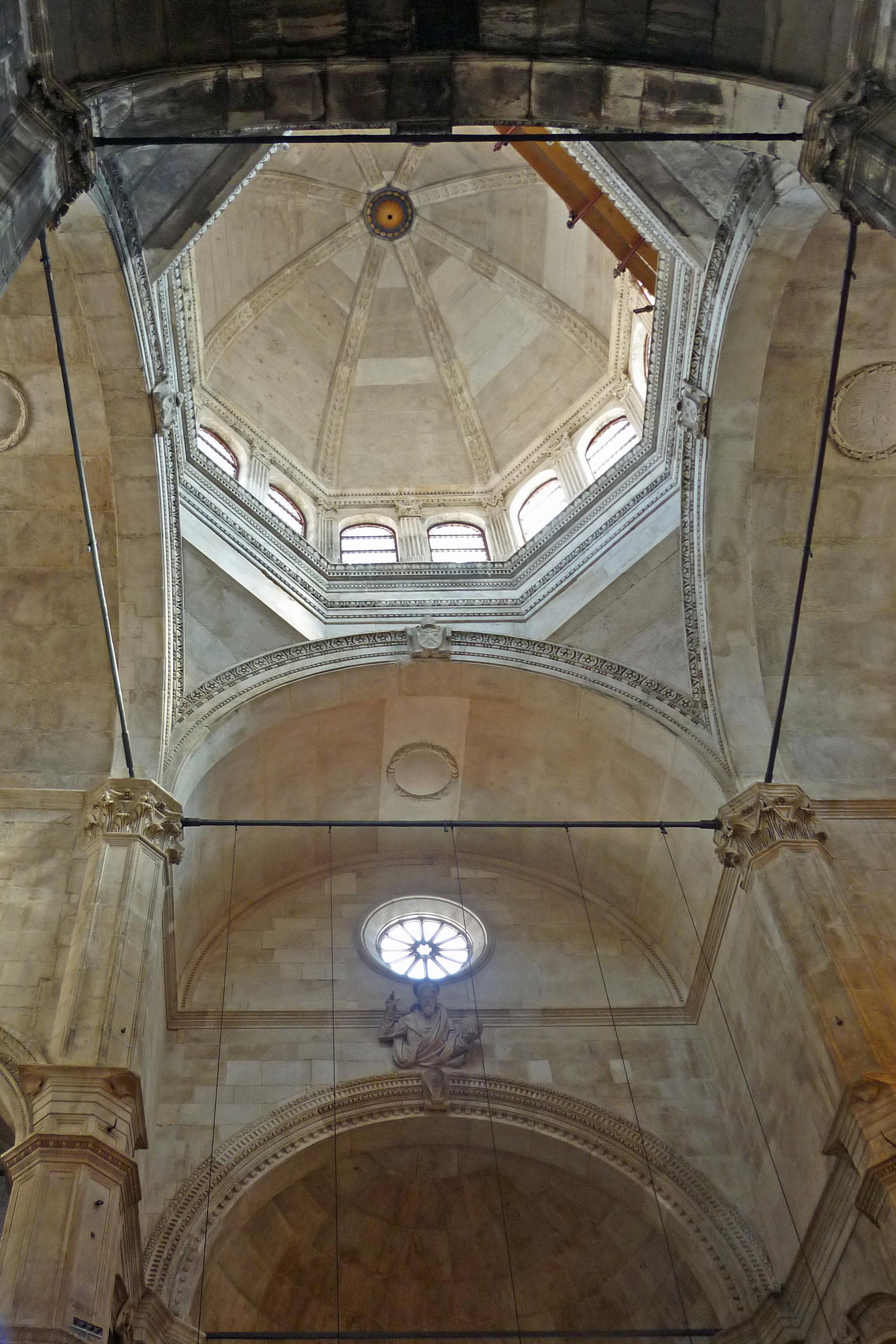
Kuppel über der Vierung
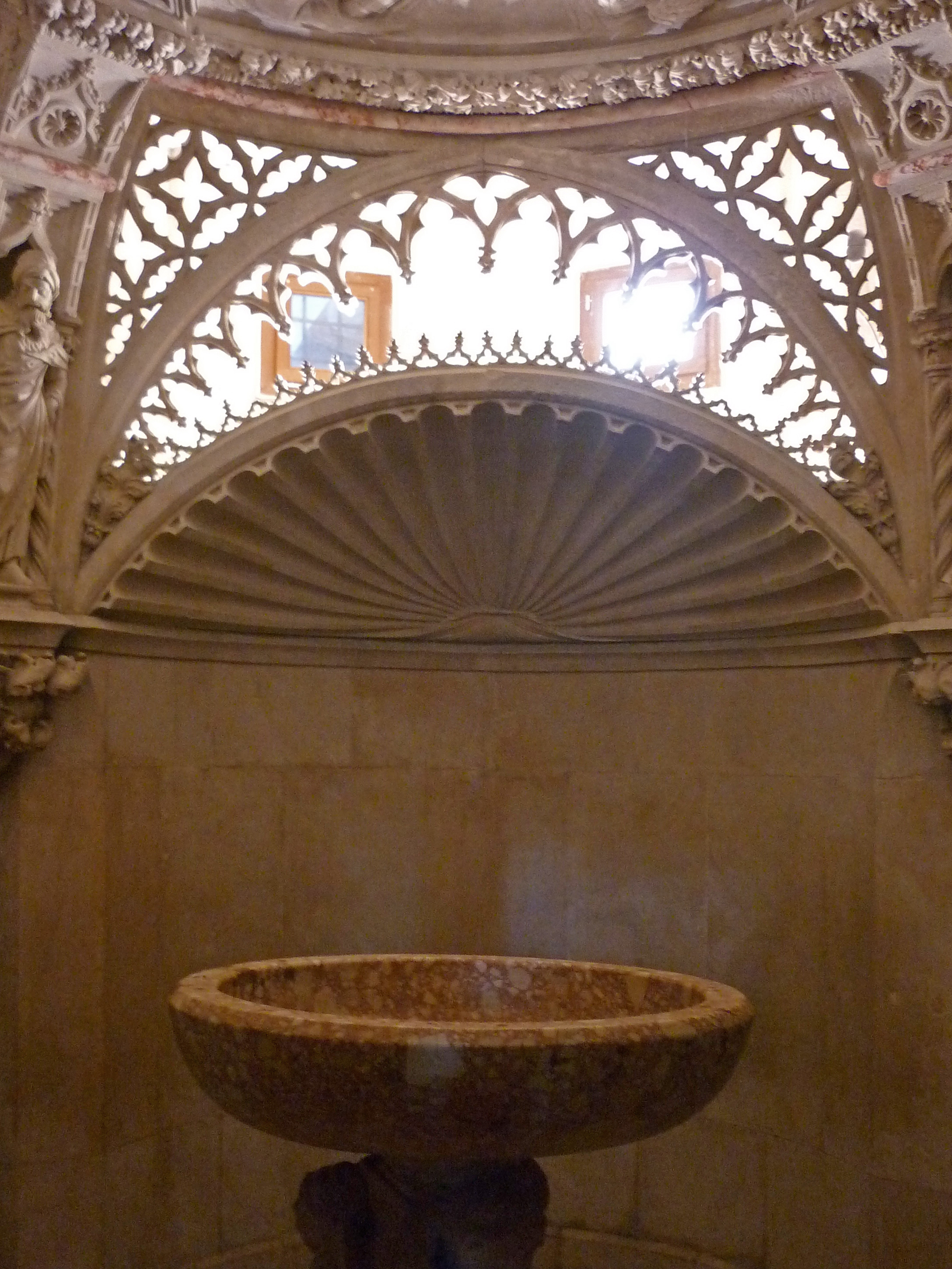
Taufkapelle im Seitenschiff
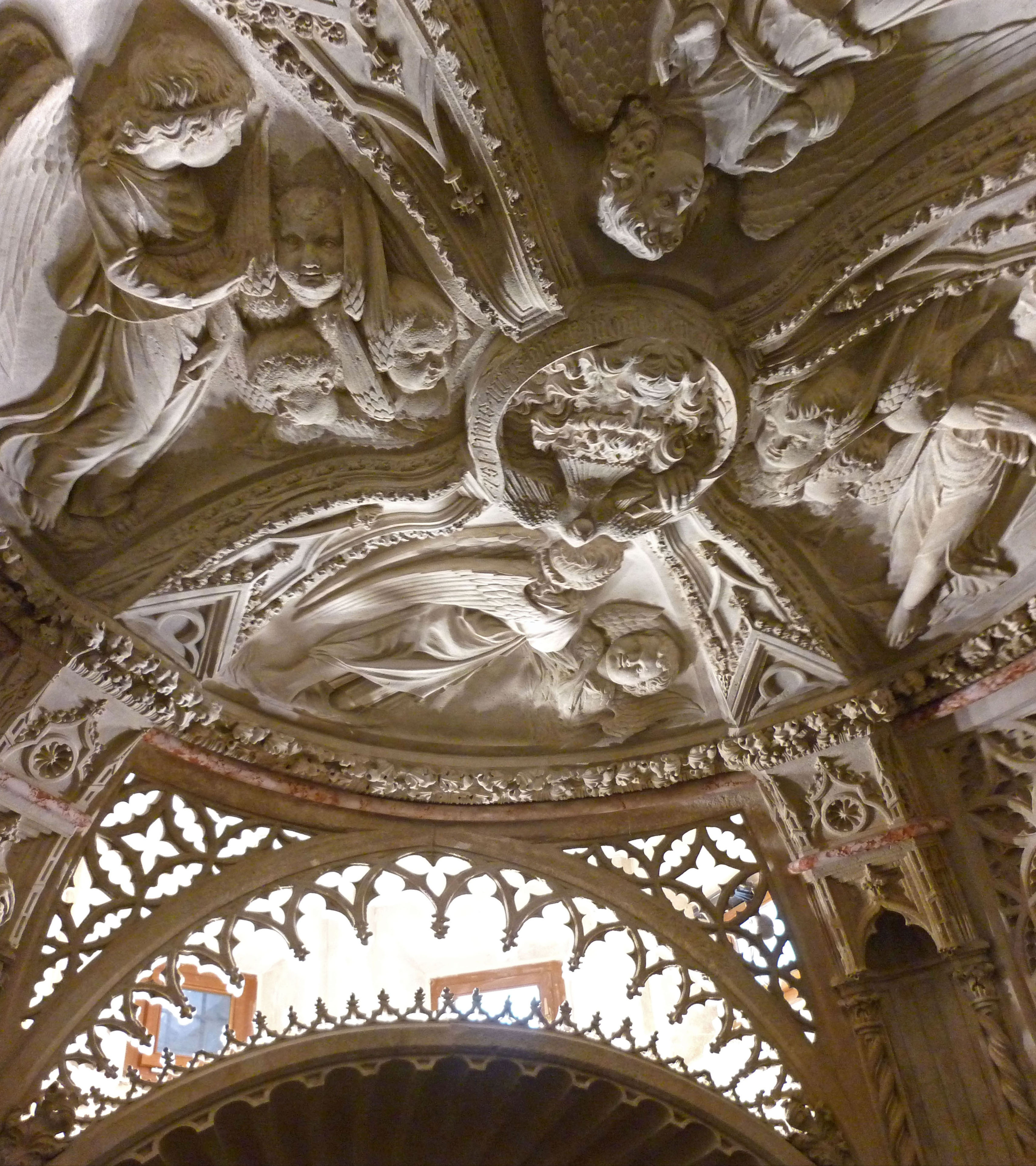
Gewölbe der Taufkapelle